# Csíksomlyói ferences könyvtár
A csíksomlyói ferences könyvtár Erdély egyik legértékesebb és leggazdagabb középkori egyházi gyűjteménye volt.

## Története
Aki belép a könyvtárba, az erről a megállapításról könnyen bizonyságot szerezhet, mert a beszerzett könyvek mennyisége, kora mindent szó szerint igazol.”
Dr. P. Boros Fortunát O.F.M. : Csíksomlyó, a kegyhely
A csíksomlyói ferences könyvtár története XV. századra nyúlik vissza. Hírnevét nem a korai alapítása, vagy az állományának nagysága adja, hiszen kötetszámával elmarad a nevesebb erdélyi könyvesházak mögött. Művelődéstörténeti értéke abból adódik, hogy a legtöbb középkori könyvtárhoz viszonyítva, amelyeknek állománya az évszázadok folyamán lecsökkent, vagy megsemmisült, a csíksomlyói könyvtár, a saját régi állományán kívül, a megszűnt magyarországi és erdélyi rendházak köteteit is megőrizte az utókor számára. A könyvtár értékét növeli az a tény, hogy ez az egyetlen középkori erdélyi katolikus egyházi bibliotéka, amely túlélte a reformáció korát. Ez az ősi könyvesház, a XVII. században létesített mikházival és szárhegyivel együtt, a protestáns fejedelemség idején menedékhelye volt az erdélyi és a moldvai csángók könyvörökségének.
A csíksomlyói könyvtár története szorosan összefügg az erdélyi ferences kusztódia, valamint a Szent Istvánról elnevezett rendtartomány viszontagságos történetével. A gyűjtemény átvészelte a reformációt, valamint az 1661-es, 1694-es csíki tatárdúlásokat. A ferences rend 1951-es feloszlatását követően, még 1961-ig Csíksomlyón maradt.
A Székelyföld, Csíkszék művelődéstörténetének, könyvkultúrájának, ez a legrégibb és legértékesebb könyvtári műemléke, jelenleg a csíkszeredai székhelyű Csíki Székely Múzeumban található.
Az 1960-as években nem került minden könyv a múzeum állományába. A szakirodalomban is számon tartott ősnyomtatványok legnagyobb része és a legértékesebb XV-XVI. századi zenei kódexek, a Kájoni-kézíratok, a csíksomlyói iskoladrámák hiányoztak. A könyvtár elveszettnek vélt kincsei 1980-ban és 1985-ben kerültek elő.
1980. augusztus 22-én a csíksomlyói kegytemplomban a Mária szobor talapzatának javítása alkalmával, könyvek és leltári iratok kerültek felszínre. 33 darab nyomtatásos és kéziratos könyv, két doboz misztériumdrámákkal, két köteg levéltári irat, egy függőpecsétes oklevél. Ugyanott találták meg az elveszettnek hitt XVII. századi Kájoni arcképet.
1985. április 11-én, a csíksomlyói ferences kolostor refektóriumának beépített falában 123 felbecsülhetetlen értékű kéziratot és régi könyvet találtak. Ezeket a könyveket a ferencesek 1944-1948 között rejtették el azzal a szándékkal, hogy megóvják a pusztulástól. A rossz állapotban levő dokumentumokat restaurálás végett Bukarestbe szállították. A könyvek nagy részét gondosan restaurálták, de harmincat helyrehozhatatlannak nyilvánítottak. A könyvállomány visszakerült a Csíki Székely Múzeumba, ahol a restaurátorok Csíkszeredában tartott országos konferenciája alkalmával, 1992 őszén rendezett kiállításon mutatták be a nagyközönségnek.

## A könyvtár állománya
Az állomány összetétele azt tükrözi, hogy a csíksomlyói könyvtárat gyakorlati céllal hozták létre, elsősorban a lelkipásztori munka szempontjai szerint rendezték be. Az összegyűjtött könyvek a katolikus székelység és a moldvai csángó-magyarok között szolgáló csíksomlyói ferenceseket segítették missziós tevékenységükben.
A teológiai érdeklődést tükröző művek előterében is a pasztoráció, a hívek lelki gondozása állt.
A könyvek legnagyobb része latin nyelvű, tartalmi szempontból pedig túlsúlyban vannak a prédikációs kötetek, az ókori keresztény szerzők és az egyházatyák munkái, az egyházjogi irodalom termékei, a szentek, szentatyák életével foglalkozó művek, bibliák, biblia magyarázatok, konkordanciák, breviáriumok, missálék, antifonálék. A világi irodalmat a történeti, jogi, orvosi, orvosbotanikai és csillagászati könyvek, valamint latin, magyar és német nyelvű tankönyvek képviselik.
A Csíksomlyói Római Katolikus Gimnázium könyveiről a legkorábbi feljegyzés 1630-ból származik, de már korábban is létezhetett az oktatás szolgálatában álló könyvtárnak. Ez a gyűjtemény minden bizonnyal a kolostor könyvtárába került.
Az 1730-ban alapított Csíksomlyói Mária Társulat könyvtárának könyvei, szintén a kolostor állományát gyarapították.
A századok folyamán a csíksomlyói könyvtár könyveit többször is beleltározták:
1622-ben 233 kötetet,
1721-ben 1385 kötetet,
1727-ben 1462 kötetet,
1734-ben 1246 kötetet,
1753-ban 1176 kötetet,
1834-1835-ben 2005 kötetet,
XIX-XX. század fordulóján 3109 kötetet.
Jelenleg a Csíki Székely Múzeum gyűjteményét képező régi ferences állomány, 5042 kötetből áll. A XV-XIX. századból származik 118 kézirat, 120 ősnyomtatvány, a XVI. századból 593, a XVII. századból 824 nyomtatvány, valamint 1500 kiadvány a XVIII. századból.
Néhány XV-XIX. századi könyv továbbra is Csíksomlyón található.
1978-ban a ferences állománynak újabb kori köteteit, összesen 10.455 kiadványt, a csíkszeredai Kájoni János Megyei Könyvtár dokumentációs részlege vette át.

### Ősnyomtatványok
- Tractatus virtutum, 1467.
- Aurelius Augustinus: De trinitate. Strassburg, 1471.
- Albertus Magnus: Quastiones super “Missus est”, sive De laudibus beatae Mariae virginis. Köln, 1473.
- Rainerius de Pisis: Pantheologia. Basel, 1477.
- Albertus Magnus: Enarrationes in evangelium Johannis. Köln, 1478.
- Bernardus Claravallensis: Flores nobilium. Köln, 1482.
- Angelus de Clavasio: Summa angelica de casibus conscientiae. Nürnberg, 1488.
- Antonius Florentius: Confessionale. Strassburg, 1488.
- Aurelius Augustinus: De civitate Dei. Base, 1489.
- Antonius Florentius: Chronicon. Basel, 1491.
- Petrus de Argellata: Chirurgia. Venezia, 1497-1498.
- Sancta Birgitta: Revelationes. Nurnberg, 1500.

### Kéziratok
- Nocturnale. Marosvásárhely, 1522.
- Graduale de tempore. Marosvásárhely, 1524.
- Kájoni Kódex. 1634-1671.
- Kájoni János: Herbárium. Csíksomlyó-Szárhegy, kb. 1656-1673.
- Kájoni János: Latin-magyar versgyűjtemény. Csíksomlyó kb. 1659-1677.
- Kájoni János: Organo Missale, Mikháza, 1667.
- Kájoni János: Sacri Concentus, Mikháza, 1669.
- Kájoni János: Kalendarium festorum sanctorum ordinis minorum. Szárhegy, 1672.
- Album Ecclesiae Parochialis Somolyojensis ... Csíksomlyó, 1674-1737.
- Az Erdélyi ferences kusztódia története. Csíksomlyó, 1683-1727.
- Kájoni János: Fekete könyv. Csíksomlyó, 1683-1684.
- Csíksomlyói társulati albumok. Csíksomlyó, 1700-1934.
- Losteiner Leonárd: Chronologia Topographico... Kolozsvár, 1776-1777.
- Puskás Tamás csíksomlyói plébános naplója. Csíksomlyó, 1832-1841.
- Psalterium ordinis fratrum minorum. Erdély, XV-XVI. sz. fordulóján.
- Cantionale. Erdély, XV-XVI. sz. fordulóján vagy a XVI. sz. legelején.

### Nyomtatványok
- Missale Romanum. Paris, 1515-1516.
- Cantionale Catholicum. Csíksomlyó, 1676.
- Illyés András: Keresztyéni életnek példája avagy tüköre. Nagyszombat, 1743.
- A keresztény katholikusok egyházi énekes könyve. Csíksomlyó, 1805.
- Wissnyei János: Monumentum festivis honoribus. 1814.
- Isitirion...Nicolao Kovács de Tusnád, Transsilvaniae Episcopo... Brassó, 1843.
- Egyházi Énekek a Tanuló ifjuság használatára. Csíksomlyó, 1887.

## A történetkutatás szolgálatában
A csíksomlyói ferences könyvtár állományának segítségével a korábbi idők erdélyi könyvkultúrájába is be lehet tekinteni. Jelentősége ismert a kutatók körében, egyes értékeivel a szakirodalom is foglalkozott.
A könyvtárba bekerült egyes székelyföldi egyházi és világi személyek könyvgyűjteménye, lehetőséget biztosít a történetkutatás számára a székelyföldi értelmiség XVI-XVIII. századi művelődési életének megismerésére.
A XIX. század második felétől sokan keresték fel a csíksomlyói könyvtárat a kéziratos gyűjteményéért, történeti kötéseiért, valamint a XV-XVIII. században nyomtatott könyveiért, amelyek között több magyarországi nyomtatvány is található. Művelődéstörténeti szempontból kiemelhetők, a csíksomlyói ferences nyomdában 1676-tól a XIX. század végéig nyomtatott könyvek, ugyanakkor azon művek, amelyeket a XVII. századtól kezdve a kolostor könyvkötő műhelyében kötöttek be.
Az iskoladrámák gazdag kéziratos repertoárja a Csíksomlyói Ferences Rendházban kutatható.
A kéziratok és nyomtatványok nemcsak régiségük, díszítésük, vagy tartalmuk miatt keltették fel a kutatók érdeklődését, hanem egyedi sajátosságaik miatt is figyelemre méltóak. Egykori tulajdonosaik bejegyzései által megismerhetik a kor szellemi és társadalmi állapotát, ugyanakkor eligazítják a kutatót a könyv évszázados vándorútján.
A tulajdonosi bejegyzések alapján a könyvek többsége a ferences rendtagok és a XVI. században megszűnt rendházaik birtokában voltak. A könyvtulajdonosok másik jelentős csoportját a székelyföldi könyvgyűjtők alkotják: papok, tanítók, közéleti személyiségek. A könyvtár kötetei számos XV-XVI. századi erdélyi szász könyvtulajdonos, világi pap nevét és bejegyzését is megőrizték. Külön csoportba sorolhatók azok a kiadványok, amelyek különböző külföldi szerzetesrendek rendházaiból származnak.
1951-1961 között a kutatók a zárt könyvállományt külön engedéllyel tekinthették meg az államosított kolostor épületében.
A csíksomlyói ferences állomány, csak 1990 után vált hozzáférhetővé a kutatók számára.

## Külső hivatkozások
- A Kájoni János Megyei Könyvtár honlapja
- Csíksomlyó honlapja